# Береговий Олександр Іванович
Олександр Іванович Берегови́й (нар. 5 грудня 1923, Сімферополь — пом. 19 грудня 1994, Сімферополь) — український художник; член Спілки радянських художників України з 1960 року.

## Біографія
Народився 5 грудня 1923 року в місті Сімферополі. Закінчив вісім класів середньої школи. Під час німецько-радянської війни залишався в окупації, навчався у Кримському художньо-промисловому училищі. Після звільнення Криму, з квітня 1944 року по вересень 1945 року, служив у Червоній армії. Брав участь у боях по відвоюванню Латвійскої РСР та Естонської РСР. Нагороджений орденом Вітчизняної війни ІІ ступеня (6 квітня 1985).
Упродовж 1945—1948 років навчався на художньо-педагогічному відділенні Кримського художньогго училища імені Миколи Самокиша, де його викладачами були зокрема Йосип Авсіян, Михайло Щеглов, Михайло Крошицький.
Надалі жив у Сімферополі, працював художником-живописцем у товаристві «Кримхудожник», оформляв книги для «Кримвидаву». З 21 листопада 1962 року по 14 травня 1965 року був членом правління Кримького відділення Спілки художників України. Мешкав у будинку на Заводському провулку, № 14/30. Помер у Сімферополі 19 грудня 1994 року.

## Творчість
Працював в галузі станкового живопису (створював портрети, пейзажі) і станкової і книжкової графіки. Серед робіт:
живопис
- «На фронтовій дорозі» (1946);
- «Збирання врожаю» (1949);
- «На фронт» (1950);
- «Ремісники на відновленні Севастополя» (1950);
- «Вихідний день» (1951);
- «Ставок» (1953);
- «Тракторист» (1954);
- «Українська дівчина» (1954);
- «Колгоспний бригадир» (1955);
- «У долині» (1955);
- «Портрет дівчини» (1956);
- «Після роботи» (1957);
- «До вечора» (1957);
- «Партизани» (1958);
- «Спекотний день» (1960);
- «Перші краплі дощу» (1962);
- «Сутінки» (1967);
- триптих «Три штурми Перекопу» (1968);
- «Тиша» (1969);
- «Чабан» (1971));
- «Пізній вечір» (1974);
- «Студент» (1975);
- «Аня» (1977);
- «Портрет швачки-мотористки Л. М. Макрілі» (1984);

графіка
- серія «Севастопольські замальовки» (1950—1952, картон);
- «На будівництві Сімферопольського водосховища» (1953, картон);
- «Передова пташниця радгоспу „Південний“ М. Кравченко» (1959, картон);
- «На прополі» (1959—1960, темпера);
- «Після дощу» (1960, темпера);
- «У долині села Партизанського» (1961, темпера);
- «Тарас григорович Шевченка» (1964, темпера);
- «На рисовому полі» (1980, темпера).

Для «Кримвидаву» оформив книги:
- «Весела сімейка» Миколи Носова (1951);
- «Комендант снігової фортеці» Аркадія Гайдара (1952).

Брав участь у міських і республіканських виставках з 1950 року. 1951 року, з ескізом «Зимовий вечір. Олександр Пушкін і няня», брав участь у Всеросійському конкурсі на найкращий ескіз тематичного твору, де отримав заохочувальну премію.